# Коугилл, Джозеф Роберт
Джозеф Роберт Коугилл (англ. Joseph Robert Cowgill; 2 ноября 1860 — 5 декабря 1936) — английский прелат Римско-католической церкви, 3-й Епископ Лидса.

## Биография
Джозеф Коугилл родился в небольшой деревне Бротон на юго-западе графства Северный Йоркшир. Рукоположен в священники 19 мая 1893 года в возрасте 23 лет. Служил священником в епархии Лидса. 26 сентября 1905 года (45 лет) назначен на должность епископа-коадъютора Лидса и титулярного епископа Olena. Епископальная хиротония состоялась 30 ноября 1905 года. Церемонию вел епископ Ливерпуля Томас Уайтсайд (с 1911 года Архиепископ Ливерпуля), епископ Францис Мостин (с 1921 года Архиепископ Кардиффа) и епископ Шрусбери Самуэль Аллен. 7 июня 1911 года Коугилла назначили на должность третьего епископа Лидса, где он сменил внезапно скончавшегося Уильяма Гордона.
Коугилл прослужил в должности епископа Лидса 26 лет, и запомнился как «Епископ для детей». В 1911 году он основал старейшее в Англии агентство по усыновлению детей — Catholic Care. За почти 100 лет работы, агентство помогло более чем 250 малышам найти новые семьи. В 2007 году разгорелся крупный скандал, когда правительство Великобритании приняло новый закон («Билль о равенстве»), согласно которому однополые пары должны рассматриваться в качестве потенциальных родителей наравне с разнополыми кандидатами. Католические агентства по усыновлению (треть всех агентств в Великобритании) объявили о вынужденном прекращении своей работы. Три епископа Йоркшира (среди них епископ Лидса Артур Роше) выступили с иском в защиту Catholic Care о праве отказывать геям в усыновлении, и выиграли его. Т.о. Catholic Care осталось единственным католическим агентством Великобритании.
Коугилл умер 12 мая 1936 года (76 год), находясь в должности епископа Лидса. Похоронен на католическом кладбище в Лидсе.